# Bisdom San Juan de los Lagos
Het bisdom San Juan de los Lagos (Latijn: Dioecesis Sancti Ioannis a Lacubus) is een rooms-katholiek bisdom met als zetel San Juan de los Lagos, in Mexico. Het bisdom is suffragaan aan het aartsbisdom Guadalajara. 

## Geschiedenis
Het bisdom werd opgericht op 25 maart 1972, uit delen van het aartsbisdom Guadalajara.

## Parochies
Het bisdom had in 2020 een oppervlakte van 12.000 km2 en telde 990.717 inwoners waarvan 97,3% rooms-katholiek was.

## Bisschoppen
- Francisco Javier Nuño y Guerrero (25 maart 1972 - 10 januari 1981; aartsbisschop op persoonlijke titel)
- José López Lara (4 september 1981 - 27 april 1987)
- José Trinidad Sepúlveda Ruiz-Velasco (12 februari 1988 - 20 januari 1999)
- Javier Navarro Rodríguez (20 januari 1999 - 3 mei 2007)
- Felipe Salazar Villagrana (11 maart 2008 - 2 april 2016)
- Jorge Alberto Cavazos Arizpe (2 april 2016 - 26 maart 2022; apostolisch administrator sinds 29 juni 2022)
- sedisvacatie

Guadalajara (aartsbisdom) · Aguascalientes · Autlán · Ciudad Guzmán · Colima · Jesús María (territoriale prelatuur) · San Juan de los Lagos · Tepic